# Klasztor Sióstr Niepokalanek w Szymanowie
Klasztor Sióstr Niepokalanek w Szymanowie – klasztor i Sanktuarium Matki Bożej Jazłowieckiej w Szymanowie w województwie mazowieckim.

## Geneza
Fundacja sióstr niepokalanek w Szymanowie była ostatnią placówką jaka powstała za życia bł. Marceliny Darowskiej.

Plany fundacji powstały w 1906 roku, kiedy to Maria Ciechanowska obiecała załatwić siostrom potrzebne formalności u carskich władz w Królestwie Polskim, co też w niedługim czasie uczyniła.

Pierwsze siostry w liczbie dwóch – siostra Maria Waleria Amelia Kopernicka i siostra Maria Imelda Karolina Dzieduszycka, wyjechały do Królestwa w 1907 roku, aby rozejrzeć się za miejscem na klasztor. Wybór padł na Szymanów i na pałac będący własnością książąt Lubomirskich.

## Pałac-klasztor
Pałac szymanowski został rozbudowany na polecenie Konstantego Lubomirskiego w latach 1898–1902 według projektu Konstantego Wojciechowskiego.

Pałac jest dwukondygnacyjną budowlą wykonaną w stylu neoklasycznym. Ściany zewnętrzne są boniowane na poziomie pierwszej kondygnacji. Ganek obudowany jest kolumnadą wspierającą okazały balkon. Wnętrze pałacu wykończone zostało w tym samym stylu, choć kilkakrotnie je przebudowywano aby dostosować do funkcji jakim obiekt służył.
Zespół pałacowy został w 1957 roku wpisany pod numerem 92/17/57 do rejestru zabytków. Wpisu doczekał się także otaczający pałac park, który wpisano w 1978 roku pod numerem 14.

## Powstanie klasztoru i lata 1907–1918
Pałac, ze względów religijno-politycznych, został fikcyjnie zakupiony 18 września 1907 roku na panią Marię Ciechanowską, lecz jego faktycznym właścicielem było Zgromadzenie. Formalne przepisanie na własność Zgromadzenia Sióstr Niepokalanek nastąpiło dopiero w 1921 roku.

Pierwsze siostry przyjechały do Królestwa na stałe w 1907 roku. W tym miejscu warto wspomnieć, że siostry przekroczyły granicę otwarcie i w habitach, co było rzeczą niezwykłą w tamtym nieprzychylnym Kościołowi okresie. Pierwszą przełożoną placówki została mianowana Maria Ludwika Morstin. Początkowo siostry zamieszkały w Komorowie koło Błonia, gdzie w wynajętej obszernej willi spędziły rok. Już tam otworzyły szkołę powszechną dla wiejskich dzieci. Komorów był tylko tymczasową fundacją, dlatego że siostry czekały na opróżnienie pałacu w Szymanowie, który na rok zajmował wcześniejszy dzierżawca – ksiądz Jan Gralewski (1868–1924) i założony przez niego prywatny zakład dla chłopców.
W dniu 15 lipca 1908 roku pierwsze trzy siostry niepokalanki – siostra Maria Waleria Amelia Kopernicka, siostra bł. Maria Marta Kazimiera Wołowska i siostra Maria Cherubina Pelagia Szymańska stanęły na szymanowskiej ziemi i od tego momentu niepokalanki zostały na niej na stałe. Siostry przyjechały z Komorowa i z pomocą tamtejszej ludności przeprowadziły się do Szymanowa. W następnych dniach przybywały kolejne siostry tak, że przed rozpoczęciem roku szkolnego do pracy było gotowych prawie 30 niepokalanek.

W połowie lipca 1908 roku siostry przeniosły się już do Szymanowa całkowicie i urządziły nawet prowizoryczną kaplicę. Dnia 26 lipca tego samego roku ksiądz Aleksander Dmochowski – pierwszy kapelan sióstr odprawił pierwszą mszę.
Dnia 15 września 1908 roku miało miejsce poświęcenie domu, umieszczenie w tymczasowej kaplicy Najświętszego Sakramentu i rozpoczęcie roku szkolnego. Był to także dzień śmierci pierwszej przełożonej nowego domu. Jej następczynią została Maria Karola Rościszewska.
Dnia 4 listopada 1908 roku odbyło się poświęcenie budynku szkółki elementarnej dla 250 dzieci zwany „Szymanówkiem”, której budowę rozpoczęto po zakupieniu posesji, gdy siostry były jeszcze w Komorowie.
Kamień węgielny pod szkołę kładła sama matka Darowska w sierpniu 1908 roku, a także kładła kamień węgielny 2 kwietnia 1909 roku pod nowe skrzydło domu głównego, tak aby szkoła mogła pomieścić 80 dzieci.
Tymczasem dla sióstr i uczennic nastał czas ucisku. Władze carskie nękały siostry różnymi nakazami. Narzucono siostrom program nauczania i podręczniki, zarządzono likwidację kaplicy i zniesienie zakonnego trybu życia. Została ograniczona nawet ilość sióstr. Mimo tych wszystkich przeciwności szkoła, a razem z nią siostry pozostały w Szymanowie. Siostry postawione w trudnej sytuacji bardzo dobrze się do niej przygotowały, m.in. przez prowadzenie tajnego nauczania. Miały bowiem dwa programy nauczania. Pierwszy oficjalny był faktycznie fikcyjny i wyciągany tylko w czasie wizytacji, oraz drugi realny, czyli zgodny z duchem patriotyzmu, którego uczono. Nacisk władz zelżał nieco dopiero po wybuchu I wojny światowej.
Początkowo siostry prowadziły gimnazjum, szkołę ludową, ochronkę dla małych dzieci oraz szkołę kroju, szycia i gospodarstwa domowego dla starszych wiejskich dziewcząt.

## I wojna światowa
Po wybuchu I wojny światowej szkółka została przeznaczona na szpital, a siostry pracowały w niej jako pielęgniarki. Szpital istniał do sierpnia 1915 roku, następnie powróciła do niego szkółka. Pod patronatem Polskiego Czerwonego Krzyża siostry prowadziły w tym czasie także i herbaciarnię.

Na skutek działań wojennych tylko w roku szkolnym 1914/1915 nie odbywały się zajęcia. W następnym roku praca pedagogiczna ruszyła pełną parą, choć na skutek wojny była nieco utrudniona.

## Polska niepodległa
W 1918 roku siostry otrzymały od władz oświatowych koncesję na prowadzenie ośmioklasowego gimnazjum żeńskiego. Mimo to przez dwanaście lat istnienia w wolnej Polsce szkoła miała niepełne prawa państwowe, które zdobyła w 1932 roku. W 1928 roku szkoła otrzymała oficjalną nazwę Gimnazjum Żeńskie pod wezwaniem Matki Boskiej Częstochowskiej Zgromadzenia Sióstr Niepokalanego Poczęcia N.M.P. w Szymanowie.
Po reformie oświaty powstało w Szymanowie czteroklasowe gimnazjum i dwuletnie liceum ogólnokształcące typu humanistycznego pod nazwą Prywatne Liceum Żeńskie pod wezwaniem Matki Boskiej Częstochowskiej w Szymanowie. Pełne prawa państwowe zdobyły one w 1937 roku.
Przez cały okres od uzyskania w 1918 roku przez Polskę niepodległości funkcjonowała przy klasztorze szkoła powszechna, która w 1937 roku otrzymała pełne prawa państwowe, a do której uczęszczało około 200 dziewczynek z okolicy.
W 1933 roku do Szymanowa został przeniesiony z Jazłowca dom generalny zgromadzenia, a pierwszą rezydującą była Maria Zenona Dobrowolska (1933–1953), która była piątą generałką zakonu.

## II wojna światowa
Okres II wojny światowej był niełatwym dla sióstr oraz klasztoru. Już we wrześniu 1939 część klasztoru została zajęta przez niemieckie wojsko. Liceum i gimnazjum zostały zamknięte, a internat rozwiązany. Mimo to od września 1940 roku ruszyły kursy krawieckie, szkołę handlową i kursy przygotowawcze do szkoły zawodowej drugiego stopnia. Od 1942 roku miejsce handlówki zajęła dwuletnia szkoła gospodarcza. Szkoły te były jednak tylko kamuflażem, aby ukryć tajne nauczanie i to zarówno na poziomie gimnazjum, jak i liceum. W czasie wojennym siostry wydały 177 świadectw dojrzałości i 178 tzw. małych matur.
Poza tajnym nauczaniem klasztor powiązany był z akcją podziemną, odbijano na powielaczu konspiracyjne gazetki, wspomagano partyzantów, ukrywano Żydów i prowadzono liczne dzieła charytatywne. Do szczególnie wartych wspomnienia należy wymienić wielką akcję pomocy ludności cywilnej Warszawy po upadku powstania w 1944 roku. Siostry nie zgadzały się jednak na żadne zaangażowanie się dziewcząt w działalność konspiracyjną czy zakładanie nielegalnych organizacji, ale aprobowały ich działalność charytatywną.
W 1942 roku do „Szymanówka”, czyli szkółki przeniesiono sierociniec który znajdował się tam do 1946 roku. Dnia 27 sierpnia 1944 roku naziści zajęli połowę klasztoru, spychając siostry, uczennice i przyjętych uciekinierów do dalszych pomieszczeń. We wrześniu powstał w Szymanowie szpital, który przetrwał do 1945 roku, a siostry pełniły w nim obowiązki pielęgniarek.

## Okres powojenny
Od 25 stycznia 1945 roku w Prywatnym Gimnazjum i Liceum Sióstr Niepokalanek w Szymanowie zaczęła się normalna praca szkolna, ruszył internat, a nawet nauka religii w wiejskiej szkole podstawowej. W 1945 roku na niedługi okres uruchomiono tzw. Uniwersytet Ludowy dla dorosłych, ale próba ta się nie powiodła. W marcu 1945 roku kuratorium zatwierdziło gimnazjum i liceum. Jednak lata powojenne nie były pozbawione licznych trudności. Mimo to szkoła ciągle się rozwijała i stopniowo rosła także liczba uczennic. Władze komunistyczne usiłowały narzucić szkole swój charakter, jednak siostry pozostały wierne wychowaniu dziewcząt poprzez wpajanie chrześcijańskich wartości, stąd też po raz kolejny musiały wprowadzić „podwójne nauczanie”. Kontakty z władzą układały się różnie, ale przeważnie nie najlepiej. Dopiero po 1989 roku nastąpił czas prawdziwej swobody nauczania i kultu. W 80. i 90. latach siostry wybudowały na potrzeby szkoły nową salę gimnastyczną, wyremontowały i zmodernizowały internat oraz unowocześniły liczne pracownie w tym komputerową wprowadzając szkołę w XXI wiek. W wyniku przeprowadzonej reformy edukacji w 1999 roku reaktywowano zlikwidowane po II wojnie gimnazjum. Dziś siostry prowadzą więc w szymanowskim klasztorze liceum i gimnazjum.

Bardzo ważnym wydarzeniem było przybycie do Szymanowa w dniu 24 czerwca 1946 roku cudownego posągu Matki Bożej Jazłowieckiej, który od razu został umieszczony w kaplicy. Warto także wspomnieć, że 22 listopada 1945 roku wygnane ze Słonimia siostry przywiozły ze sobą cudowny krucyfiks, który do dziś wisi na klasztornym parterze.

## Przełożone klasztoru
1. Maria Ludwika od Świętej Rodziny Ludwika Morsztyn 1907–1908

2. Maria Karola od Słowa Wcielonego Karola Rościszewska 1908–1922

3. Maria Antonia od Woli Bożej Honorata Niezabitowska 1922–1923

4. Maria Felicja od Jezusa Ewa Wielowieyska 1923–1928

5. Maria Świętosława od Jezusa Cecylia Mniszech 1928–1929

6. Maria Angelina od Przenajświętszego Sakramentu Anna Wielowieyska 1929–1935

7. Maria Krystyna od Krzyża Joanna Kossecka 1935–1943

8. Maria Assumpta od Jezusa Maria Sapieha 1943–1945

9. Maria Krystyna od Krzyża Joanna Kossecka 1945–1952

10. Maria Assumpta od Jezusa Maria Sapieha 1952−1953

11. Maria Wanda od Woli Bożej Wanda Garczyńska 1953−1954

12. Maria Alma od Niepokalanego Poczęcia N. M. P. Maria Sołtan 1954–1959

13. Maria Magdalena od Chrystusa Króla Józefa Regulska 1959–1962

14. Maria Hieronima od Krzyża Irena Dajewska 1962–1966

15. Maria Anuncjata od Trójcy Świętej Anna Strasburger 1966–1972

16. Maria Grażyna od Wszechpośrednictwa N. M. P. Anna Jordan 1972–1975

17. Maria Hieronima od Krzyża Irena Dajewska 1975–1977

18. Maria Anuncjata od Trójcy Świętej Anna Strasburger 1977–1983

19. Maria Lucyna od Najświętszego Sakramentu Zofia Jelinek 1983–1989

20. Maria Ewa od Miłosierdzia Bożego Ewa Domaszewska 1989–1993

21. Maria Michaela od Najświętszej Panny Jazłowieckiej Kazimiera Pintscher 1993–1996

22. Maria Bohdana od Zbawiciela Danuta Górska 1996−2003

23. Maria Ksawera od Królowej Polski Emilia Mocarska od 2003

## Kapelani
- 1907–1910 ksiądz Aleksander Dmochowski
- 1910–1912 ksiądz Więckowski
- 1912–1913 ksiądz Józef Tomaszczyk
- 1912–1913 ksiądz Kubski
- 1912–1913 ksiądz Mieczysław Lewicki
- 1913 ksiądz Józef Kulesza
- 1914–1917 ksiądz Bolesław Wyszyński
- 1914–1915 ksiądz Feliks Tacikowski
- 1917–1918 ksiądz Antoni Kaczyński
- 1918–1919 ksiądz Witold Czeczott
- 1918–1919 ksiądz Leon Jackowski
- 1919–1920 ksiądz Ludwik Kleczyński
- 1920–1923 ksiądz Jan Makowski
- 1923–1924 ksiądz Józef Skokowski
- 1924–1925 ksiądz Józef Grochocki
- 1925–1926 ksiądz Lucjan Chwiećko
- 1926–1931 ksiądz Zygmunt Sajna
- 1931 ksiądz Władysław Pamulak
- 1931–1933 ksiądz Henryk Kleczyński
- 1933–1934 ksiądz Władysław Kwiatkowski
- 1934–1937 ksiądz Wacław Szelenbaum
- 1937–1938 ksiądz Marian Budny
- 1938–1942 ksiądz Tadeusz Romaniuk
- 1940–1944 ksiądz Franciszek Skalski
- 1942–1943 ksiądz Zygmunt Chmielewski
- 1942–1946 ksiądz Jan Massalski
- 1944 ojciec Jan Rostworowski SJ
- 1944–1945 ksiądz Bronisław Ussas
- 1944–1945 ojciec Bruno Pawelczyk SJ
- 1946 ksiądz Marian Bączek
- 1946–1984 ksiądz Stanisław Deskowski
- 1984–1985 ksiądz Stanisław Lech
- 1985–1990 ksiądz Jan Lubaczewski
- 1989–1991 ksiądz Lucjan Jerzy Musielak
- 1991–1992 ksiądz Janusz Maciej Kakietek
- 1992–2011 ksiądz Tadeusz Kraszewski

od 2011 ksiądz Paweł Kozakowski